# Argenis (catch)
Argenis (né le 13 août 1986 à Mexico, dans l'État de Mexico) est un catcheur (lutteur professionnel) mexicain qui est actuellement sous contrat avec la Asistencia Asesoría y Administración.

## Carrière

### Asistencia Asesoría y Administración (2008-...)
Le 11 août 2013, lui et Drago font leurs débuts pour la All Japan Pro Wrestling à Tokyo au Japon où ils battent Kenso et Sushi. Même avant leur premier match pour la fédération, lui et Drago ont été nommés challengers N°1 pour les AJPW All Asia Tag Team Championship détenus par Burning (Atsushi Aoki et Kotarō Suzuki). Le 14 août, ils battent Burning (Atsushi Aoki et Yoshinobu Kanemaru). Le 16 août, ils battent Burning (Kotarō Suzuki et Yoshinobu Kanemaru). Le 25 août, ils perdent contre Burning (Atsushi Aoki et Kotarō Suzuki) et ne remportent pas les AJPW All Asia Tag Team Championship.  
Lors de Rey de Reyes (2016), lui et Australian Suicide perdent contre Averno et Chessman dans un Three Way Tables, Ladders, and Chairs match qui comprenaient également Los Perros del Mal (Daga et Joe Líder) et ne remportent pas les AAA World Tag Team Championship. 
Lors de Rey de Reyes (2017), il bat Averno, Bengala, Chessman, El Elegido, Joe Líder, Niño Hamburguesa, La Parka et Pimpinela Escarlata et devient le Rey de Reyes 2017.

### Lucha Underground (2015–...)
Il fait ses débuts a la fédération le 14 janvier 2015 où il perd contre Cage dans un 4-way Elimination Match qui comprenaient également Aero Star et Angélico. Le 11 mars, il perd contre Pentagón Jr. et se fait casser le bras par ce dernier après le match.
Lors de la première nuit de Ultima Lucha, lui, El Sinestro de la Muerte et Trece battent Angélico, Ivelisse et Son of Havoc et remportent les Lucha Underground Trios Championship.

## Palmarès
- Asistencia Asesoría y Administración
  - Rey de Reyes (2017)

- Lucha Underground
  - 1 fois Lucha Underground Trios Championship avec El Siniestro de la Muerte et Trece